# JW
Йеспер Вексель (северносаам. Jesper Wecksell, род. 23 февраля 1995, Авеста, Швеция) — профессиональный шведский киберспортсмен, играющий под ником «JW». Один из лучших игроков мира в дисциплине Counter-Strike: Global Offensive. Чемпион трёх турниров серии major: DreamHack Winter 2013, ESL One Katowice 2015, ESL One Cologne 2015 в составе команды Fnatic. В 2013 году Йеспер занял 8-е место в ежегодном рейтинге лучших игроков мира по версии портала HLTV, в 2014 году — 5-е. В рейтинге 2015 года JW оказался на 10-й строчке.

## Карьера
Первых успехов в своей профессиональной карьер Вексель добился в команде Epsilon Esports, заняв второе место на крупном турнире DreamHack Summer 2013. В этой команде Йеспер впервые сыграл с Робином «flusha» Рёнквистом, вместе с которым он играл большую часть своей карьеры.
Вскоре Epsilon Esports расстаётся со своим CS:GO составом, игроки остаются вместе под тегом SY_b до подписания их новой организацией. В августе 2013 шведский состав подписывает британская киберспортивная организация Fnatic.
В команде Fnatic JW становится победителем первого major турнира по CS:GO DreamHack Winter 2013, обыграв в финале команду Ninjas in Pyjamas со счётом 2:1. По итогам этого турнира портал HLTV выдал Йесперу первую в его карьере медаль MVP.
В 2014 Йеспер выиграл множество онлайн и оффлайн турниров, однако одержать победу на major турнире не удалось.
В 2015 году JW выигрывает ещё 2 major турнира: ESL One Katowice 2015, ESL One Cologne 2015 в составе команды Fnatic.
В середине 2016 года Йеспер вместе с flusha и KRiMZ переходят из Fnatic в Godsent. В новой команде результаты нельзя назвать выдающимися. Впервые в своей карьере Йеспер Вексель не вышел в плей-офф турнира серии major. В этом же году JW открывает собственный магазин геймерских аксессуаров на своей малой родине, в городе Авеста, позже магазин начал работать онлайн.
В феврале 2017 Godsent и Fnatic снова обменялись игроками.
В начале 2018 года Йеспер вновь выиграл IEM Katowice, обыграв в зрелищном финале FaZe Clan со счетом 3:2, и выигрывает WESG 2017 World Finals с рекордным для CS:GO призовым фондом.
В 2019 году Йеспер подписывает контракт с Fnatic на 3 года. В том же году JW впервые не проходит на major турнир. После неудачи в команде происходят замены. Новый состав выиграл первый турнир, на котором принимал участие — DreamHack Masters Malmö 2019, а также 6 турниров подряд входил в топ-4.
20 июля 2021 года организация Fnatic отправляет Йеспера на скамейку запасных.
14 октября Йеспер покидает Fnatic.
9 июня 2022 года JW совместно с Робином «flusha» Реннквистом основывает собственную организацию под названием «Eyeballers».

## Достижения

### Личные
| Год  | Позиция | Прим. |
| ---- | ------- | ----- |
| 2013 | 8       | [ 4 ] |
| 2014 | 5       | [ 5 ] |
| 2015 | 10      | [ 6 ] |

| Дата           | Турнир                              | Прим.  |
| -------------- | ----------------------------------- | ------ |
| 30 ноября 2013 | DreamHack Winter 2013               | [ 22 ] |
| 7 декабря 2014 | ESEA Invite Season 17 Global Finals | [ 23 ] |
| 7 декабря 2015 | Gfinity 2015 Spring Masters 2       | [ 24 ] |

### Результаты на Major турнирах
| Место               | Команда | Турнир                           |
| 2013                | 2013    | 2013                             |
| ------------------- | ------- | -------------------------------- |
| 1                   | Fnatic  | DreamHack Winter                 |
| 2014                |         |                                  |
| 5—8                 | Fnatic  | ESL Major Series One Katowice    |
| 2                   | Fnatic  | ESL One: Cologne                 |
| 5—8                 | Fnatic  | DreamHack Winter                 |
| 2015                |         |                                  |
| 1                   | Fnatic  | ESL One: Katowice                |
| 1                   | Fnatic  | ESL One: Cologne                 |
| 5—8                 | Fnatic  | DreamHack Open Cluj⁠-⁠Napoca       |
| 2016                |         |                                  |
| 5—8                 | Fnatic  | MLG Major Championship: Columbus |
| 3—4                 | Fnatic  | ESL One: Cologne                 |
| 2017                |         |                                  |
| 9—11                | Godsent | ELEAGUE Major: Atlanta           |
| 5—8                 | Fnatic  | PGL Major Kraków                 |
| 2018                |         |                                  |
| 5—8                 | Fnatic  | ELEAGUE Major: Boston            |
| 9—11                | Fnatic  | FACEIT Major: London             |
| 2019                |         |                                  |
| 20—22               | Fnatic  | IEM Katowice Major 2019          |
| Поражение на миноре | Fnatic  | Starladder Major                 |